# Bill Sienkiewicz
Boleslav William Felix Robert "Bill" Sienkiewicz (pronuncia-se sin-KEV-itch; nascido em 3 de maio de 1958) é um artista e escritor americano vencedor do Prêmio Eisner, conhecido por seus trabalhos nos quadrinhos, principalmente pelos títulos da Marvel Comics como Cavaleiro da Lua, Novos Mutantes e Elektra: Assassina. Sienkiewicz muitas vezes utiliza pintura a óleo, colagem, mimeógrafo, e outras técnicas geralmente incomuns em quadrinhos.

## Início da vida
Sienkiewicz nasceu em 3 de maio de 1958, em Blakely, Pensilvânia. Quando tinha cinco anos de idade, mudou-se com sua família para Hainesville, Nova Jersey, onde frequentou a escola primária e secundária. Sienkiewicz começou a desenhar "quando [ele] tinha quatro ou cinco anos", e continuou a fazer e a aprender sobre arte ao longo de sua infância. Suas primeiras influências nos quadrinhos incluem o Superman do artista Curt Swan, e o Quarteto Fantástico de Jack Kirby.
Sienkiewicz frequentou a Newark School of Fine and Industrial Arts, em Newark, Nova Jersey.
Após a escola de arte, ele mostrou um portfólio de seu trabalho para o diretor de arte da DC Comics Vince Colletta, que levou-o a entrar no ramo dos quadrinhos aos 19 anos de idade. O artista lembrou que, em 1975, "Eles não tinham qualquer tipo de trabalho para mim, mas isso não me incomodava. Eu só percebi que se os quadrinhos não dessem certo eu teria feito publicidade ou ilustração. Vinnie chamou [renomado artista de quadrinhos e publicidade] Neal Adams, que me colocou em contato com [o editor-chefe da Marvel Comics] Jim Shooter. Logo depois  eu estava desenhando Moon Knight, na revista do Hulk [em preto-e-branco] ". Seu estilo de arte foi fortemente influenciado por Neal Adams.

## Carreira

### Histórias em quadrinhos

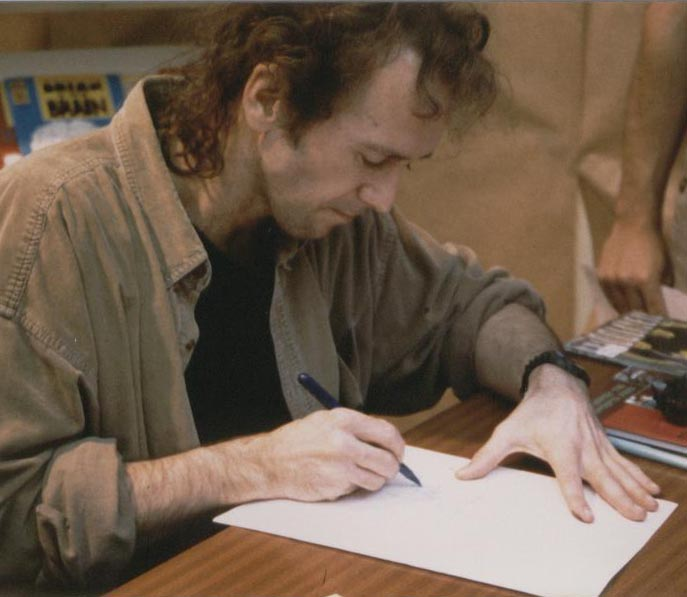
Sienkiewicz desenha em convenção de 1997 em Gijón, Espanha.

Sienkiewicz continuou como artista da série em cores dos quadrinhos do Cavaleiro da Lua, começando com a primeira edição (novembro de 1980). Quatro anos mais tarde, depois de uma temporada como artista do Quarteto Fantástico, ele se tornou o desenhista de Novos Mutantes, spin-off dos X-Men da Marvel começando com a edição nº 18 (de agosto de 1984), produzindo artes de capa e design de personagens. A partir deste período em diante, a arte de Sienkiewicz evoluiu para um estilo muito mais expressionista, e ele começou a fazer experiências com a pintura, a colagem, e materiais mistos. Ele ilustrou Novos Mutantes, a partir de 1984–1985.
Sienkiewicz produziu capas para uma variedade de títulos da Marvel, incluindo Rom, Dazzler, Mighty Thor, o Retorno de Jedi e Transformers, e desenhou a adaptação em quadrinhos de Duna.
O primeiro crédito de Sienkiewicz como roteirista foi para a história pintada "Slow Dancer", na Epic Illustrated em 1986. Sienkiewicz escreveu e ilustrou a minissérie Stray Toasters, de 1988, um trabalho idiossincrático publicado pela Epic Comics sobre um psicólogo criminoso investigando uma série de assassinatos.
Seu primeiro grande trabalho interior para a DC Comics foi contribuindo para Batman #400 (outubro de 1986).
Ele ilustrou a série limitada em oito edições de 1986–1987 Elektra: Assassina  e a graphic novel Demolidor: o Amor e a Guerra, ambas escritas por Frank Miller. Após isso, ele colaborou com o escritor Andrew Helfer nas primeiras seis edições da série da DC Comics, The Shadow (O Sombra). Em 1988, ele contribuiu com a graphic novel  Brought to Light com o escritor Alan Moore. Em 1990, Sienkiewicz e Moore publicaram as duas primeiras edições da série incompleta Big Numbers. Sienkiewicz pintou a adaptação do romance Moby Dick da coleção Classics Illustrated.
Em 2008 Sienkiewicz foi tema do documentário/entrevista produzido por Woodcrest Productions, The Creator Chronicles: Bill Sienkiewicz.
Em 2007, Sienkiewicz desenhou 30 Dias de Noite: Além de Barrow. Em 2008, Sienkiewicz ilustrou uma história para a graphic novel The Nightmare Factory - Volume 2 . Nesse mesmo ano, ele arte-finalizou a série limitada Reign in Hell  para a DC. Em 2010-2012, ele fez a arte-final de  vários números do projeto de Neal Adams Batman: Odyssey  para a DC Comics.
Em outubro de 2012, Sienkiewicz em parceria com outros artistas de Klaus Janson e David W. Mack ilustrou a mini-série da Marvel Daredevil: End of Days. Sobre o contraste de estilos de arte, Sienkiewicz relatou que isso foi proposital, a fim de "dar uma quebra muito definida da "realidade cotidiana" que a arte de Klaus busca retratar, bem como a impressão de um flashback."
Em junho de 2014, Sienkiewicz foi o convidado de honra na Cerimônia de Premiação Inkwell Awards 2014, na HeroesCon em Charlotte, Carolina do Norte.

### Outros trabalhos
Além de seu trabalho nos quadrinhos, Sienkiewicz também trabalhou em inúmeros outros meios de comunicação, especialmente na industria músical e de cartões colecionáveis. Seu trabalho tem sido publicado em revistas, incluindo a Entertainment Weekly e Spin Magazine. Em 1998, ele colaborou com o escritor Martin I. Green para produzir o livro infantil Santa, My Life and Times.
Em 1989, Sienkiewicz pintou a arte para o conjunto de cards "Friendly Dictators" publicado pelo Eclipse Comics que retratou vários líderes estrangeiros, como Mobutu Sese Seko, Ferdinand Marcos, e Anastasio Somoza Debayle. Sienkiewicz ilustrou cartões para o jogo de cartas colecionáveis Magic: The Gathering . Em 2004, Sienkiewicz contribuiuco a arte de cartões para VS System, um jogo de cartas colecionáveis publicado pela Upper Deck Entertainment.
Em 1995, Sienkiewicz ilustrado a biografia de Jimi Hendrix, Voodoo Child: The Illustrated Legend of Jimi Hendrix, por Martin I. Green. No ano seguinte, ele forneceu a arte do álbum de Bruce Cockburn The Charity of Night, e passou a oferecer capas dos álbuns do RZA Bobby Digital Estéreo (1998) e do EPMD, Business as Usual (1990).
Sienkiewicz também trabalhou no design de personagens para animação. Seu trabalho na série de televisão Where on Earth is Carmen Sandiego? recebeu duas indicações ao Prêmio Emmy em 1995 e 1996.
Em 2006, Sienkiewicz projetou o layout e arte para set de DVDs da prinmeira temporada de The Venture Bros.. Ele também desenvolveu a arte da capa para a terceira temporada em DVD e Blu-ray. Ainda em 2006, Sienkiewicz juntou-se a Neal Adams para criar arte para o ex-baixista do Pink Floyd, Roger Waters. A obra de arte foi utilizada como projeções de vídeo para apresentações ao vivo da canção de Waters "Leaving Beirut".

## Prémios
- 1981 Eagle Award para Melhor Artista Novo[13]
- 1981 Tinteiro Prêmio[14]
- 1982 Eagle Award por Melhor Artista[13]
- 1983 Eagle Award por Melhor Artista[13]
- 1986: Yellow Kid Award [de] (de ), Lucca, Itália, para "colmatar o fosso entre as sensibilidades artisticas americana e europeia "[13][15]
- 1986: Gran Guinigi Prêmio (ele  ), Lucca, Itália[13][15]
- 1987 Águia Prêmio de Artista Favorito (desenhista)
- 1987 Kirby Award para Melhor Artista (para Elektra: Assassina)
- 1988: March of Dimes Prêmio, para o trabalho de caridade[13]
- 1989 Haxtur Prêmio de Melhor Capa (para a Pergunta #10)
- 1991 Alpe de Huiz award, em Grenoble, França[13]
- 1992 Adamson award, para o Demolidor, gráficos e experiências
- 2004 Prêmio Eisner de Melhor Antologia (para contribuições para O Sandman: Noites sem fim)
- 2014 Inkwell Prêmios Convidado de Honra, 2014 Cerimônia de Premiação[9][10]

## Vida pessoal
Durante o início da década de 1980 Sienkiewicz foi casado com Francis Ann Dawson, que trabalhou na equipe da Marvel como assistente administrativa do editor-chefe Jim Shooter, e, mais tarde, como como Gerente Administrativa de Licenciamento Internacional da Marvel. Seu casamento terminou em divórcio em 1983.

### Arte interna

#### DC Comics
- Action Comics #800 (2003)
- The Adventures of Superman #595 (2001)
- Aquaman vol. 4 #52 (inker) (1999)
- Batman #400, 533–534, 568 (1986–1999)
- Batman 80-Page Giant #3 (2000)
- Batman 80-Page Giant 2011 #1 (inker) (2011)
- Batman and Robin: The Official Comic Adaptation #1 (inker) (1997)
- Batman Black and White #3 (1996)
- The Batman Chronicles #1, 3, 10, 12, 15, 17 (1995–1999)
- Batman: Dark Knight Dynasty GN (1998)
- Batman: Death of Innocents #1 (1996)
- Batman: GCPD #1–4 (1996)
- Batman: Gotham Knights #33 (inker)
- Batman: Odyssey #6 (2011)
- Batman: Odyssey vol. 2 #1-5 (2011–2012)
- Batman Villains Secret Files and Origins #1 (1998)
- Before Watchmen: Nite Owl #3-4 (2012–2013)
- Convergence Detective Comics #1-2 (inker) (2015)
- DC 1st: Batgirl/The Joker #1 (2002)
- DCU Holiday Bash #3 (1999)
- DC Universe: Legacies #9 (2011)
- Detective Comics #708-710, 735 (1997–1999)
- Endless Gallery (pin-up) (1995)
- Green Arrow vol. 2 #109 (1996)
- Green Arrow/Black Canary #22-29 (2009–2010)
- Green Lantern: The Last Will and Testament of Hal Jordan graphic novel (2002)
- Heroes Against Hunger (pin-up) (1986)
- JSA 80-Page Giant 2010 #1 (2010)
- Nightwing/Huntress #1–4 (inker) (1998)
- The Question #37 (inker) (2010)
- Reign in Hell #1-8 (2008–2009)
- Rogues Gallery #1 (pin-up) (1996)
- Sandman: Endless Nights GN (2003)
- The Shadow vol. 3 #1–6 (1987–1988)
- Superman #400 (pin-up) (1984)
- Superman vol. 2 #173 (2002)
- Superman: Day of Doom #1–4 (inker) (2003)
- Web #1-10 (inker) (2009–2010)
- World's Finest: Our Worlds at War #1 (2001)

#### Marvel Comics
- Alias #7 (two pages), #8 (three pages) (2001)
- The Avengers Annual #16 (inker) (1987)
- Bizarre Adventures #31 (1982)
- Black Widow vol. 3 #1–6 (2004–2005)
- Black Widow: The Things They Say About Her... #1-6 (2005–2006)
- Blade: Vampire Hunter #3 (2000)
- Captain America: Red, White & Blue (one story only) (2002)
- Daredevil: End of Days #1-8 (2012–2013)
- Daredevil: Love and War GN (1986)
- Deathlok vol. 2 #11 (1992)
- Elektra: Assassin #1–8 (1986–1987)
- Epic Illustrated #34 ("Slow Dancer") (1986)
- Excalibur #27 (inker) (1990)
- Fantastic Four #219, 222–231 (1980–1981)
- Galactus The Devourer #1–6 (inker) (1999–2000)
- Gambit #3-4 (1997)
- Generation X Annual '95 #1 (1995)
- Heroes for Hope starring the X-Men #1 (1985)
- The Hulk! #13–15, #17–18, #20 (Moon Knight backup stories) (1979–1980)
- Marvel Fanfare #38, 42 (1988–1989)
- Marvel Preview #18, 21 (1979–1980)
- Marvel Saga #8 (1986)
- Marvel Super Special #36 (comics adaptation of Dune (1985)
- Moon Knight #1–15, 17–20, 22–26, 28–30, 33 (1980–1983)
- New Mutants #18–31, 35–38 (1984–1986)
- New X-Men #127, 131 (2002)
- Return of the Jedi #1–4 first page and pinups (1983)
- The Spectacular Spider-Man #220-229 (inker) (1995)
- Spider-Girl #0 (2006)
- Spider-Man 2099 #40, 42 (1996)
- Stray Toasters #1–4 (1989)
- Ultimate Marvel Team-Up #6–8 (2001)
- Uncanny X-Men #159, 288, 314, Annual #6 (1982–1994)
- Wolverine: Inner Fury #1 (1993)
- Wolverine vol. 2 #10–16, 123-124 (inker) (1989–1998)
- X-Man #9 (1995)
- X-Men Unlimited #43 (2003)

### Cover work

#### DC Comics
- All-Flash #1 (variant cover)
- Batman: Cacophony #1 (1:25 variant cover)
- Batman: The Widening Gyre #1
- Detective Comics #741, #772–773, #775
- JLA #59
- Legion of Super-Heroes vol. 3 #38
- The Question #1–19 #21–23, Annual #1
- Star Trek: The Next Generation #1-6
- Star Trek: The Next Generation graphic novel collecting six issue mini series with variant cover.
- Teen Titans Spotlight #10

#### Marvel Comics
- Amazing High Adventure #1
- Beauty and the Beast #1–4
- Black Panther #14
- The Brotherhood #1–3
- Clive Barker's Hellraiser #10
- Comet Man #1-6
- Daredevil #197, #204, #207, #236, #338
- The Dark Phoenix Saga trade paperback
- Dazzler #8–9, #15–16, #18, #27–35, #42
- The Defenders #123
- Doom 2099 #35
- Elektra vol 2. #23-#27
- Elektra: The Hand #1–5
- Excalibur #83
- The Further Adventures of Indiana Jones #26
- Fury  #1-6
- Ghost Rider #58
- The Incredible Hulk #295-297, #301, #312
- The Iron Manual trade paperback
- King Conan #11
- Kull The Conqueror #2
- Marc Spector: Moon Knight #26–31, 34
- Marvel Graphic Novel #8 ("Super Boxers"); #12 ("Dazzler: The Movie")
- The Marvel Masterpieces Collection 2 #3
- Marvel Spotlight vol. 2 #6
- The New Defenders #125, #131, #135
- New Mutants #17
- Nick Fury versus S.H.I.E.L.D. #2
- The Official Marvel Index To The X-Men Vol 2 #3
- The Power of Iron Man trade paperback
- The Punisher vol. 2 #93
- The Punisher Holiday Special #2
- Rom #46–47, #52–54, #68, #71, Annual 2–3
- Savage Sword of Conan #102, #116
- Spider-Girl Annual '99
- Spider-Woman #16
- Starriors #1–4
- Star Wars #92, 101
- Thor #332–333
- Thor vol. 2 #75
- The Transformers #1
- Uncanny X-Men #195, 252
- What If...? #43–47
- Wonder Man #1
- X-Calibre #3
- X-Men: God Loves, Man Kills Only the 1994 trade paperback edition
- X-Men Unlimited #3

### Outras editoras
- 30 Days of Night: Beyond Barrow (three-issue mini-series, covers and full interior art)
- The Amazing Adventures of the Escapist #2, published by Dark Horse
- Big Numbers # 1-2 (Covers and full interior art and several pages of #3 which was unpublished and the series discontinued)
- Brought to Light graphic novel (cover and interior art)
- Judge Dredd #12-22 – Titan books collected edition (covers only)
- Judge Dredd and the Angel Gang – Collected edition graphic novel (cover only)
- Judge Dredd: City of the Damned – Collected edition graphic novel (cover only)
- Judge Dredd: Innocents Abroad – Collected edition graphic novel (cover only - this is a cropped version of the cover of the Titan books Judge Dredd # 14)
- Judge Dredd: Oz Books One to Three – Titan books collected edition (covers only - all three covers interlink to form larger image)
- Judge Dredd: The Complete Oz – Collected edition graphic novel (cover only - the cover features a mix of covers # 2 + 3 from the single reprint books)
- "Leaf" #2 by NAB (cover only)
- Lone Wolf and Cub # 14-20 – US reprint books by First Publishing (covers only)
- M3 #2 published by Hound Comics (cover only)
- Oni Double Feature #4–5 ("A River in Egypt" part one and two)
- The Nightmare Factory - Volume 2 graphic novel, published by Fox Atomic Comics
- Classics Illustrated #4 – Moby-Dick (Berkley Publishing)
- Total Eclipse #1–5 (covers only)
- The Matrix graphic novel (Interior art on story section)

### Outros trabalhos
- 1990 - Bill Sienkiewicz Sketchbook (Fantagraphics)
- 1995 - Voodoo Child: The Illustrated Legend of Jimi Hendrix (Illustrated storybook with CD, cover and full interior art)
- 1998 - Santa, My Life & Times  (Illustrated storybook, cover and full interior art)
- 2003 - Bill Sienkiewicz: Precursor (Art Book, Hermes Press )
- Vampire: The Masquerade Revised Guide to Camarilla & Sabbat covers

#### Media
- The Venture Bros.Seasons 1 and 3 published by Warner Home Video
- Bruce Cockburn's album The Charity of Night
- RZA's album Bobby Digital in Stereo
- EPMD's album Business as Usual
- Entertainment Weekly, various covers
- Spin, various covers
- Resident Evil, cover artwork for the American and European release of the PlayStation version
- Roger Waters' Leaving Beirut
- Sold Out: A Threevening with Kevin Smith
- Kid Cudi's Man on the Moon albums, The End of Day and The Legend of Mr. Rager

#### Cards colecionáveis
- VS System, various sets
- Big Budget Circus (Eclipse Enterprises)
- Friendly Dictators (Eclipse Enterprises)
- Coup D’Etat (Eclipse Enterprises)
- Rock Bottom Awards (Eclipse Enterprises)
- Marvel Masterpieces, Series 2 and Series 3, assorted cards
- 1994 Fleer Ultra X-Men, assorted cards